# Бубир Володимир Петрович
Володи́мир Петро́вич Буби́р (13 грудня 1955 р., м. Золотоноша Черкаської області) — український письменник. Голова Київської обласної організації Національної спілки письменників України.

## Біографія
Володимир Бубир народився 13 грудня 1955 року в місті Золотоноша. Закінчив Золотоніську середню школу № 5, філологічний факультет Кіровоградського педагогічного інституту. Працював учителем української мови та літератури на Знам'янщині, кореспондентом багатотиражної газети «Хімік» Черкаського заводу хімічного волокна, учителем української мови та літератури в селі Дмитрівка Києво-Святошинського району Київської області. На останній з цих посад В. Бубир організував перший Дмитрівський фестиваль юних поетів, прозаїків, авторів пісень, композиторів, художників — «Ауровіль-98», який наступного року став першим Києво-Святошинським районним фестивалем «Ауровіль-99».

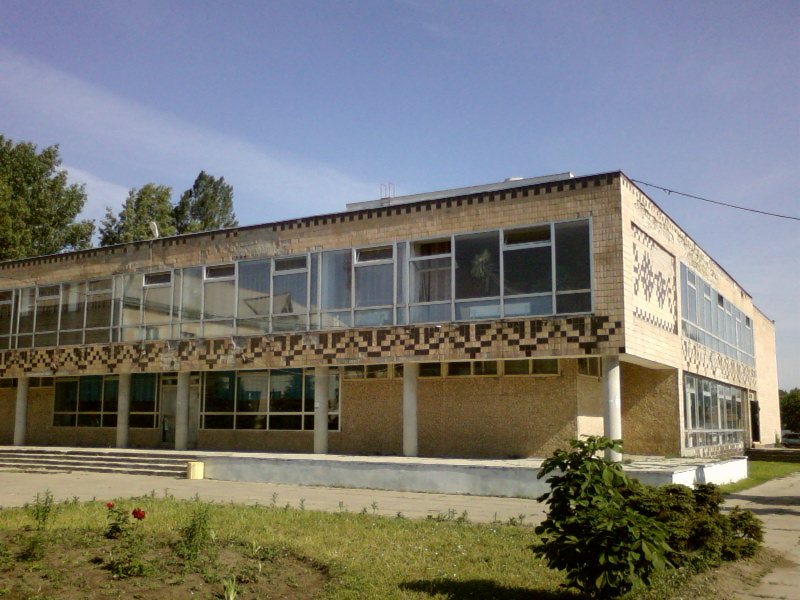
Дмитрівський будинок культури

З 1996 року за сумісництвом, а з 2000 року на постійній основі працює на посаді директора Дмитрівського сільського Будинку культури Києво-Святошинського району Київської області.
З 2002 року — на громадських засадах редактор інформаційного бюлетеня «Дмитрівський вісник».
У 2007 році став одним із засновників та очолив Києво-Святошинське районне творче об'єднання «Світлиця», до якого входять професійні та самодіяльні літератори, композитори, художники, народні майстри. Був упорядником альманаху митців Києво-Святошинського району «Кленові журавлі».
Неодноразово обирався до місцевих органів влади. У 1989—1994 роках був депутатом Милівської сільської Ради народних депутатів, у 1994—1998 роках — депутатом районної ради Києво-Святошинського району, у 1998—2006 роках — депутатом Дмитрівської сільської ради двох скликань. З 2006 року член виконкому Дмитрівської сільської ради.
Одружений.

## Літературна діяльність
У творчості Володимира Бубира переважає лірика — громадянська, інтимна, філософська, також він працює в жанрі дитячої літератури. Упорядник літературно-мистецького альманаху дітей і молоді «Ауровіль», у якому представлена дитяча та юнацька творчість — вірші, прозові твори, пісні, малюнки. Засновник і керівник Дмитрівського творчого об'єднання обдарованих дітей і молоді «Ауровіль».
У травні 2009 року прийнятий до Національної спілки письменників України. Член літературного об'єднання «Радосинь», що діє при НСПУ. Був заступником голови правління Київської обласної організації НСПУ, з 27 червня 2021 року — голова цієї регіональної організації творчої спілки.

### Книжки
- 1998 — «Заворожка»
- 1998 — «Хитра хмарка»
- 1999 — «Легенди і казки „Кастеля“»
- 2000 — «Кастель — унікальна оздоровниця»
- 2000 — «Парк друїдів „Кастеля“»
- 2004 — «Радосинь» (один з авторів)
- 2005 — «Сонячна мальвія. Книга перша» (один з авторів)
- 2006 — «Кленові журавлі»
- 2006 — «Літературне сузір'я» (один з авторів)
- 2007 — «Сонячна мальвія. Книга друга» (один з авторів)
- 2007 — «На лузі Господньому» (один з авторів)
- 2008 — «Київські акварелі»
- 2009 — «Я все люблю в своїм краю» (один з авторів)
- 2010 — «Вишневе сузір'я»
- 2012 — «Радосинь-20» (один з авторів)
- 2020 — «Жовтолисті каруселі»

## Нагороди, відзнаки
- Медаль НСПУ «Почесна відзнака» (грудень 2015)